# Johann Karl Ehrenfried Kegel
Johann Karl Ehrenfried Kegel (3. oktober 1784 i Mansfeld, Tyskland – 25. juni 1863 i Odessa) var en tysk agronom og forskningsrejsende. I 1841 – 1847 rejste han igennem Kamtjatka.